# Erupció cutània
Una erupció cutània és l'aparició de forma sobtada o ràpida de lesions a la pell.
Són erupcions sobtades les de la urticària, l'exantema sobtat, erupció per fàrmac, etc.
Popularment hom en diu foguerada, granellada, granissada, granullada i borradura (DIEC2), granitxalla (DCVB) i garropassa (DCVB, GDLC), granissalla.